# In the Heart of the Sea
In the Heart of the Sea is een Amerikaanse avonturenfilm uit 2015 onder regie van Ron Howard. De film is gebaseerd op het gelijknamige non-fictieboek uit 2000 over het zinken van de walvisjager Essex in 1820. Dit voorval was de inspiratie voor het verhaal van Moby-Dick uit 1851.

## Verhaal
In 1819 vaart de walvisjager Essex uit, met onder anderen kapitein George Pollard Jr., eerste officier Owen Chase, tweede officier Matthew Joy en scheepsjongen Thomas Nickerson aan boord. Het schip begint aan een reis van 2,5 jaar om te gaan jagen op potvissen in hun leefgebieden in de zuidelijke Grote Oceaan. Hun schip wordt op 20 november 1820 in de Grote Oceaan tot zinken gebracht wanneer ze aangevallen worden door een gigantische potvis. De schipbreukelingen bevinden zich meer dan 1200 mijl van het dichtstbijzijnde land af en de weinige overlevenden bereiken pas na 90 dagen, in februari 1821, Zuid-Amerika.

## Rolverdeling
| Acteur           | Personage                   |
| ---------------- | --------------------------- |
| Chris Hemsworth  | Owen Chase                  |
| Benjamin Walker  | Kapitein George Pollard Jr. |
| Cillian Murphy   | Matthew Joy                 |
| Tom Holland      | Jonge Thomas Nickerson      |
| Brendan Gleeson  | Oude Thomas Nickerson       |
| Ben Whishaw      | Herman Melville             |
| Michelle Fairley | Mrs. Nickerson              |
| Gary Beadle      | William Bond                |
| Sam Keeley       | Charles Ramsdell            |
| Frank Dillane    | Owen Coffin                 |
| Charlotte Riley  | Peggy Gardner Owen          |
| Donald Sumpter   | Paul Macy                   |
| Jamie Sives      | Isaac Cole                  |

## Productie
Het filmen begon in september 2013 in Londen en in een grote watertank in de Leavesden Studios in Hertfordshire. Er werd onder meer gefilmd in La Gomera, Lanzarote en de Canarische eilanden. The film ontving gemengde kritieken van de filmcritici, met een score van 46% op Rotten Tomatoes.